# Ukko (ö i Finland)
Ukko, nordsamiska: Äijih, är en ö i Finland. Den ligger i sjön Enare träsk och i kommunen Enare i den ekonomiska regionen Norra Lappland och landskapet Lappland, i den norra delen av landet, 1 000 km norr om huvudstaden Helsingfors. Öns area är 1,44 kvadratkilometer och dess största längd är 2,5 kilometer i nord-sydlig riktning.